# Calendario del Ermitaño
El Calendario del Ermitaño. Por el astrólogo Fray Ramón de los Pirineos, conocido como Calendario del Ermitaño de los Pirineos o Calendario del Ermitaño, es un almanaque de carácter anual que se edita en España de manera ininterrumpida desde 1875. Es un calendario tradicional, agrario y astronómico, arreglado al meridiano de Barcelona, que contiene el santoral, las fiestas mayores, las ferias y mercados de Cataluña y Andorra. Inicialmente editado en castellano, desde 2015 se edita también en catalán y cuenta con la colaboración de fray Valentí Serra.

## Historia

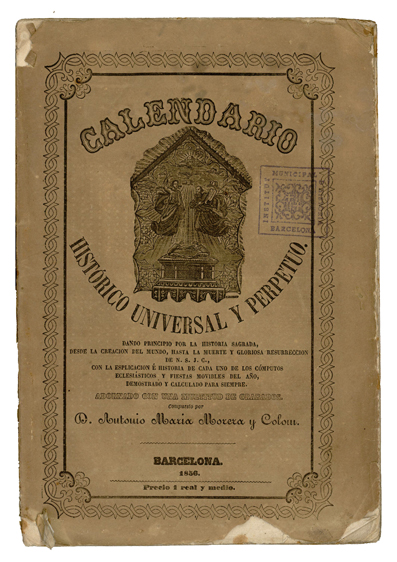
Calendario Histórico, Universal y Perpetuo, editado en 1856 por Antoni Maria Morera Colom.

La aparición del 'Calendario del Ermitaño' se contextualiza en un momento preciso y concreto de popularización de este tipo de publicaciones en España. En el año 1814, durante el reinado de Fernando VII, se abole la libertad de prensa, y por lo tanto, se prohíbe la edición de diarios y almanaques. Sólo se permite la publicación de un almanaque con licencia concedida por la casa real a un solo editor, el cual tenía que adquirir la información astronómica al Real Observatorio Astronómico de San Fernando de Cádiz.  Se llegaron a vender en el periodo absolutista hasta tres millones de ejemplares anuales. Este monopolio estatal duró hasta 1855, en que bajo el reinado de Isabel II, los diputados liberales hicieron una proposición de ley a las Cortes solicitando la libertad de confección e impresión de almanaques en España, en coherencia con la libertad de imprenta que promulgaba la Constitución española vigente en aquellos momentos. Con la aprobación de la nueva ley el 28 de noviembre de 1855, empezaron a salir al mercado varios calendarios con contenidos de todo tipo: satíricos, políticos, literarios, meteorológicos, religiosos, etc.
En este contexto, en 1856 Antoni Maria Morera Colom (Tárrega, 1819-Barcelona, 1893), que era perito mercantil, maestro de primera enseñanza, “revisor” de libros y perito y liquidador de los Tribunales de Comercio de Barcelona, y que tenía sólidos conocimientos de astronomía y cronología, edita el Calendario Histórico, Universal y Perpetuo, que más que un calendario era un tratado que enseñaba la manera de hacer calendarios. Se vendía por toda España y Canarias, y también en diferentes países iberoamericanos como México, Perú, Puerto Rico, Uruguay, Venezuela y Chile, así como en Cuba y Haití. A continuación publicó dos calendarios más: el Calendario Religioso Industrial y Mercantil para 15 años, y un calendario en forma de mapa de grandes dimensiones que tuvo gran aceptación. 
Continuando con su afición de publicar calendarios, en 1875 Antoni Maria Morera empieza a editar, bajo el bajo el pseudónimo de “Fray Ramón Ermitaño de los Pirineos” (que hace constar en el Registro de la Propiedad Literaria) un calendario a propósito para los pueblos rurales de Cataluña. Se trata del Calendario religioso, astronómico y literario Ermitaño de los Pirineos, que presentaba los contenidos propios de la mayoría de calendarios ochocentistas: datos astronómicos, pronósticos meteorológicos, el santoral y las fechas de fiestas mayores, ferias y mercados. Encargó la venta y expendeduría a los señores Pedro Vidal y Joan Pera, propietarios de una tienda de objetos de escritorio y papelería situada en la calle de Bou de la Plaça Nova en Barcelona. En 1896 se vendían más de 50.000 ejemplares.
Cuando Morera muere en 1893, deja como heredero del negocio a su hijo Joan Baptista Morera, quien al año siguiente traspasa la venta y expendeduría de la publicación a la viuda de A. Llorens, propietaria de una papelería en la calle de la Palma de Santa Caterina. Este cambio es debido a la desavenencia entre el hijo Morera y Antoni Millat, nuevo propietario de la papelería de Pedro Vidal y Cía. Millat pretendió editar el Calendario del Ermitaño por su cuenta, argumentando que no pertenecía a nadie e intentando registrarlo a su nombre. En 1894 publica un calendario idéntico, con la misma viñeta y título de portada del publicado por Morera, haciéndole la competencia. Finalmente, en 1895 la Audiencia de Barcelona sentenció contra la publicación de Antoni Millat, reconociendo la propiedad intelectual a Antoni Maria Morera.
En 1937, en plena guerra civil española y debido al estado revolucionario y persecución religiosa que se vivía, el editor se vio obligado a hacer una serie de cambios. Sustituyó el título de la portada por el de Calendario Cívico (en lugar de Religioso), Astronómico y Literario, por el Astrólogo F. Ramón (no pone Fray), Solitario de los Pirineos, desapareciendo totalmente el nombre de Ermitaño. En el interior, incorpora una “tabla de conversión” para aquellos nombres de municipios que no podían llevar una referencia religiosa o monárquica, y la Crónica Anual se ve obligada a destacar los hechos del gobierno y del ejército dominante. Acabada la guerra, no será hasta el año 1940 cuando el Calendario vuelva a recuperar la antigua imagen y título original del Ermitaño, adaptando algunos de sus contenidos al régimen político del momento. 
A partir de la década de 1960, Roser Tomàs Morera (1929-2001), bisnieta del fundador, se hizo cargo de la edición del Calendario junto con su hermano Estanislau Tomàs Morera (1924-2014), que desde el 1975 también era el editor del Calendari dels Pagesos (compró los derechos de edición a la anterior propietaria Librería Camino-Imprenta Elzeviriana, que cerraba el negocio). Desde 2015 el Calendario del Ermitaño, ya en versión en catalán, está editado por Ediciones Morera.